# Sultanat von Lahidsch

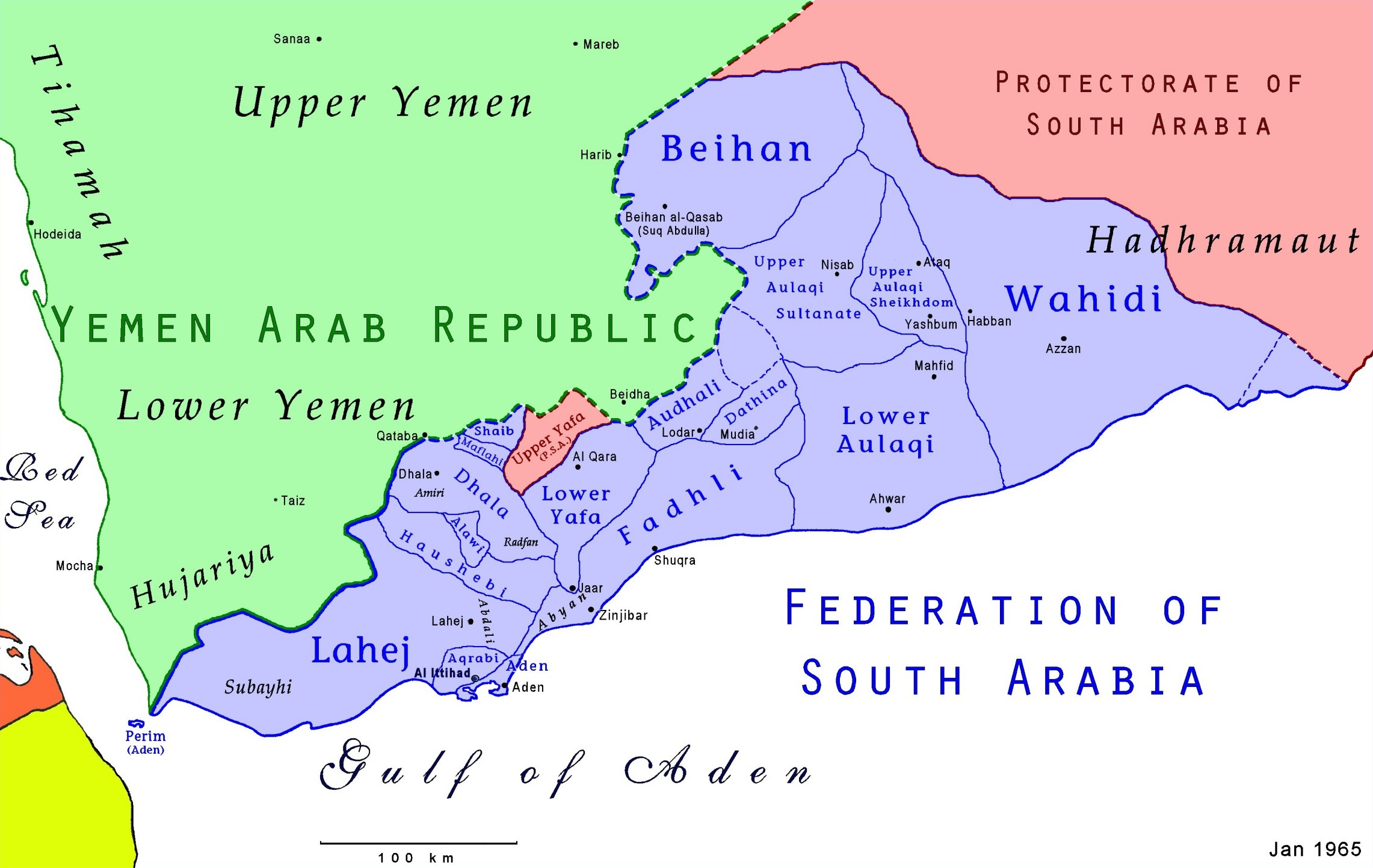
Karte der Südarabischen Föderation

Das Sultanat von Lahidsch (arabisch لحج, DMG Laḥiǧ), auch Abdali-Sultanat (سلطنة العبدلي, Salṭanat al-ʿAbdalī) genannt, war ein Staat innerhalb des britischen Protektorats Aden. Kurzzeitig gehörte es der Föderation der Arabischen Emirate des Südens und anschließend der Südarabischen Föderation an. Seine Hauptstadt war Lahidsch. Das Gebiet ist heute Teil der Republik Jemen.

## Geschichte

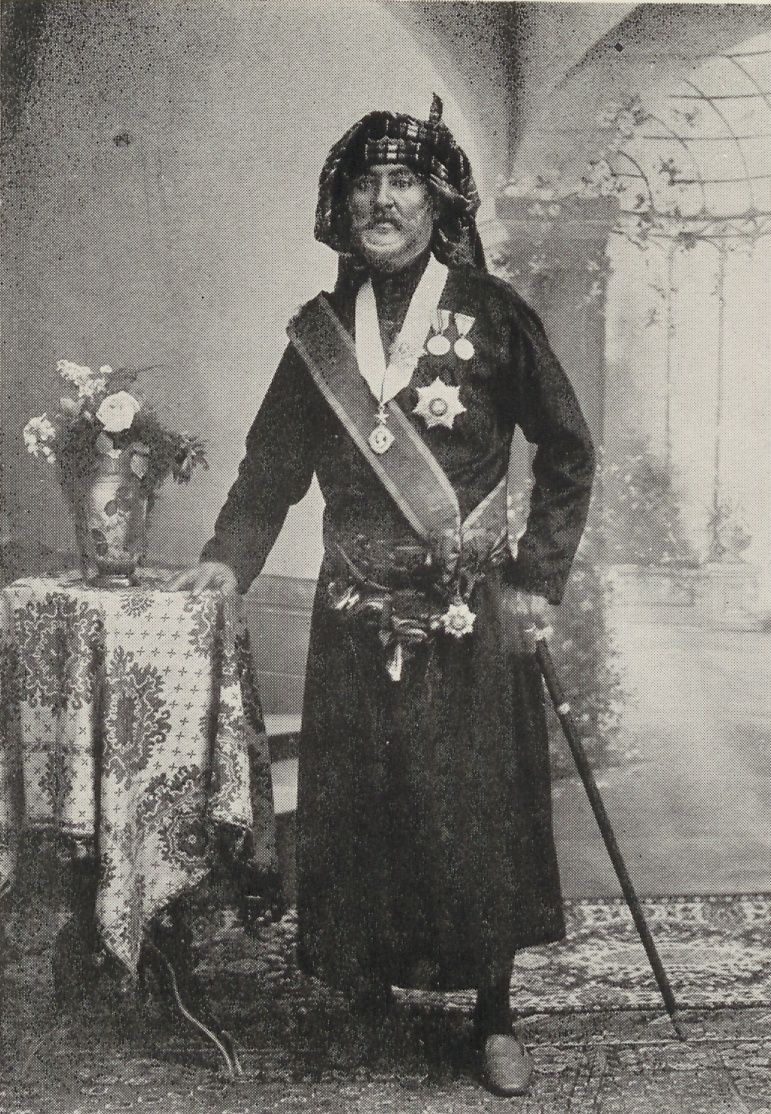
Ahmad III ibn al-Fadl, Sultan von 1898 bis 1914.

Lahidsch war ein Sultanat der Abdali-Dynastie unter der Suzeränität des zaiditischen Imams von Jemen. 1728 befreiten sich die Abdali von der Vorherrschaft des Imams und wurden so unabhängig.
Die britische Indian Navy attackierte den Hafen von Aden 1839 erfolgreich und zwang Teilen des Jemen so seine Herrschaft und Einflussnahme auf. Diese Macht wurde auch in Lahidsch immer stärker spürbar. Das Sultanat war (neben Aqrabi, dem Emirat von Dhala, dem Scheichtum Alawi, dem unteren Aulaqi-Sultanat, dem Sultanat von Fadhli, Hauschabi, Subeihi und dem unteren Yafi-Sultanat) einer der neun Kantone, die im späten 19. Jahrhundert Schutzverträge mit dem Vereinigten Königreich unterzeichneten.
Seit 1919 gehörte das Gebiet um Subeihi ebenfalls zum Sultanat. Lahidsch hatte generell gute Beziehungen zu den Briten, obwohl diese 1918 versehentlich dessen Sultan Fadhl ibn Ali al-Abdali töteten.